# 成り上がり (プロレス)
成り上がり（なりあがり）は、日本のアマチュアプロレス団体。

## 概要
2019年4月、DDTプロレスリング所属の男色ディーノが立ち上げた。
- 16歳以上の健康な男性
- 学歴不問
- 御茶ノ水道場でおこなわれる練習に参加可能な方
- 人生で一度以上五度未満、夢破れた経験をある方優遇　という条件にて練習生を募集。

2020年1月26日、DDT御茶ノ水道場にて旗揚げ戦を開催した。

## 所属選手
一期生
- 有路明憲
- イット
- 井上象策
- 大嶽悟
- kai
- ゴーレム木村
- シンヤ
- 相撲忍者 九
- スーパー肉焼きマシン
- タワラマチキッドJr.
- 手塚"awesome"一郎
- 鳥呑多々忌
- 根本佳昌
- 紅王
- ヘン・チーナ
- 諸澄承志
- 山口ヤスユキ
- 米満コウタ

二期生
- KAKERU
- フク会長
- 狂武士

成り上ガール
- もりちえ

## 試合結果
| 第1試合 15分1本勝負    |                                     |                                           |
| ●米満コウタ            | スリングブレイド→片エビ固め         | 根本佳昌○                                 |
| 第2試合 15分1本勝負    |                                     |                                           |
| 一戸 ●ダレノコトアラキ | ヒップドロップ→体固め               | 手塚"awesome"一郎 ベンちゃん○             |
| 第3試合 20分1本勝負    |                                     |                                           |
| ●相撲忍者 九           | アトミックボムズアウェー→片エビ固め | ヘン・チーナ○                             |
| 第4試合 20分1本勝負    |                                     |                                           |
| ○諸澄承志 井上象策     | カサドーラ                          | スーパー肉焼きマシン タワラマチキッドJr.● |
| 第5試合 30分1本勝負    |                                     |                                           |
| ●有路明憲              | ジャックハマー→片エビ固め           | ゴーレム木村○                             |